# Walter Jarrek
Walter Jarrek (* 31. Januar 1903 in Gelsenkirchen; † 26. Juli 1974 ebenda) war ein deutscher Gewerkschafter, Politiker (KPD) und Widerstandskämpfer gegen den Nationalsozialismus.

## Leben
Jarrek war Bergmann und Schweißer. Er schloss sich der KPD an und wurde Gewerkschafts- und Parteisekretär. 1933 wurde er für den Wahlkreis Bochum Mitglied im Provinziallandtag der Provinz Westfalen. Nach der Machtergreifung der Nationalsozialisten schloss er sich in Gelsenkirchen einer parteiübergreifenden Gruppe Oppositioneller an, die sich in der Tradition des mittlerweile verbotenen Bergbauindustriearbeiterverbandes (BAV) sahen. Von 1934 bis 1941 wurde Jarrek im Gefängnis, Zuchthaus und KZ festgehalten.
Am 1. April 1945 trafen sich in seiner Wohnung zwölf Gewerkschafter, bei denen Jarrek für eine Zusammenarbeit von Arbeitnehmervertretern verschiedener gesellschaftlicher Strömungen warb. Kurz darauf fanden an mehreren Standorten im nördlichen Ruhrgebiet Betriebsratswahlen statt. Am 15. April wurde eine Betriebsrätekonferenz von Vertretern aus 22 Zechen und drei chemischen Werken abgehalten, bei der auch Jarrek sprach. Im Anschluss einigten sich die Teilnehmer auf die Bildung einer Einheitsgewerkschaft und wählten einen vorbereitenden Hauptausschuss für den Freien Deutschen Gewerkschaftsbund – Industriegruppe Bergbau. Vorsitzender war Jarreks langjähriger Mitstreiter Hans Schiwon. Am 20. April fand unter Jarreks Beteiligung in Essen ein illegales Treffen von KPD-Mitgliedern statt, bei dem ein provisorisches Leitungskollektiv für das Ruhrgebiet gebildet wurde. Gemeinsam mit anderen Funktionären wie Fritz Rische, Josef Ledwohn, Max Reimann, Max Schäfer und Willi Perk baute er die KPD-Organisation im Ruhrgebiet nach Kriegsende wieder auf. Jarrek arbeitete später außerdem mit der VVN-BdA zusammen.